# Kaitlyn Dever
Kaitlyn Rochelle Dever (Phoenix, Arizona; 21 de diciembre de 1996) es una actriz estadounidense, conocida por sus papeles en las series Justified (2011-2015), Last Man Standing (2011-2021), Unbelievable (2019) y Dopesick (2021). Ha obtenido nominaciones a los Globos de Oro por estas dos últimas, además de otra nominación a los Premios Emmy por Dopesick.
En cine ha tenido papeles de apoyo en Detroit (2017), Beautiful Boy (2018) o Ticket to Paradise (2022), además de papeles protagónicos en Booksmart (2019)  No One Will Save You (2023).y   Apple Cider Vinegar (2025).

## Biografía y carrera profesional
Kaitlyn Rochelle Dever nació en Phoenix, Arizona el 21 de diciembre de 1996 como la hija de Kathy (1971–2024) y Tim Dever. Tiene dos hermanas pequeñas llamadas Mady y Jane. A la edad de cinco años, comenzó su interés por las artes escénicas, por lo que sus padres la apuntaron a una escuela de actuación. Su familia se trasladó a Dallas, Texas, donde se inscribió en el Dallas Young Actors Studio en un programa de actuación durante meses para perfeccionar sus habilidades de interpretación. Allí realizó una serie de anuncios, antes de trasladarse a Los Ángeles.
Dever obtuvo su primer papel notable en An American Girl: Chrissa Stands Strong interpretando Gwen Thompson, una chica sin hogar intimidada. En 2011, fue elegida en un papel recurrente como Loretta McCready en la serie de FX Justified a partir de la segunda temporada. Ese mismo año, fue elegida con un papel principal, en la comedia de ABC Last Man Standing protagonizada por Tim Allen. En esos años, también realizó pequeños papeles en televisión, incluyendo Make It or Break It, Modern Family, Private Practice, The Mentalist o Curb Your Enthusiasm, entre otras. Además de papeles de apoyo en películas como Cinema Verite, Bad Teacher, J. Edgar, The Spectacular Now o Short Term 12, por algunas de las cuales recibió nominaciones en los Premios Young Artist.
A partir de 2014 obtuvo papeles más importantes en películas como: la comedia romántica Laggies (2014), con el personaje de Misty; la cinta sobre protestas raciales Detroit (2017); Beautiful Boy, donde interpreta a Lauren, una adicta que aporta mala influencia al protagonista (Timothée Chalamet), que está intentando rehabilitarse; y, especialmente, su papel protagónico en la comedia Booksmart como Amy Antsler, una estudiante de secundaria que pretende ser popular.
En 2019 protagonizó la aclamada miniserie de Netflix Unbelievable como Marie Adler, una víctima de agresión sexual, por la que fue nominada como mejor actriz de miniserie o telefilme en los Globo de Oro y como mejor actriz en miniserie en los Premios de la Crítica Cinematográfica. Además, encadenó el éxito de la crítica de la serie con papeles principales en las películas: Querido Evan Hansen (2021), un musical donde interpreta a Zoe Murphy; Ticket to Paradise (2022), una comedia romántica donde interpreta a la hija de Julia Roberts y George Clooney en la ficción; y Rosalina, interpretando a la principal protagonista Rosalina Capuleto.
Por su interpretación de Betsy Mallum en la miniserie Hulu Dopesick (2021), junto a Michael Keaton, obtuvo diversas nominaciones de las mayores asociaciones de premios estadounidenses, tales como los Premios Emmy, los Globo de Oro y los Premios de la Crítica Cinematográfica. Por todas estas interpretaciones, también recibió una nominación como estrella emergente en los Premios BAFTA.
En 2023 participó en las películas Good Grief y No One Will Save You, en la que también ejerce las labores de productora ejecutiva. Además, se conoció la noticia de su incorporación a la segunda temporada de la serie The Last of Us con el papel de Abby Anderson, que se estrenó el 13 de abril de 2025.

## Filmografía
| Año  | Título                | Rol               | Notas                        |
| ---- | --------------------- | ----------------- | ---------------------------- |
| 2011 | Bad Teacher           | Sasha Abernathy   |                              |
| 2011 | J. Edgar              | Hija de Palmer    |                              |
| 2013 | The Spectacular Now   | Krystal           |                              |
| 2013 | Short Term 12         | Jayden Cole       |                              |
| 2014 | Laggies               | Misty             |                              |
| 2014 | Men, Women & Children | Brandy Beltmeyer  |                              |
| 2017 | All Summers End       | Grace Turner      |                              |
| 2017 | We Don't Belong Here  | Lily Green        |                              |
| 2017 | Outside In            | Hildy Beasley     |                              |
| 2017 | Detroit               | Karen Malloy      |                              |
| 2018 | Beautiful Boy         | Lauren            |                              |
| 2018 | El candidato          | Andrea Hart       |                              |
| 2019 | Booksmart             | Amy Antsler       |                              |
| 2019 | Them That Follow      | Dilly Picket      |                              |
| 2021 | Dear Evan Hansen      | Zoe Murphy        |                              |
| 2022 | Ticket to Paradise    | Lily Cottom       |                              |
| 2022 | Rosalina              | Rosalina Capuleto | También productora ejecutiva |
| 2023 | Next Goal Wins        | Nicole Megaloudis |                              |
| 2023 | No One Will Save You  | Brynn Adams       | También productora ejecutiva |
| 2023 | Good Grief            | Lily Kayne        |                              |

| Año       | Título                                  | Rol              | Notas                                   |
| --------- | --------------------------------------- | ---------------- | --------------------------------------- |
| 2009      | An American Girl: Chrissa Stands Strong | Gwen Thompson    | Película de televisión                  |
| 2009      | Make It or Break It                     | Chica            | Episodio: «Piloto»                      |
| 2009      | Modern Family                           | Bianca Douglas   | Episodio: «Fizbo»                       |
| 2010      | Private Practice                        | Paige            | Episodio: «Love Bites»                  |
| 2010      | Party Down                              | Escapade Dunfree | Episodio: «Party Down Company Picnic»   |
| 2011      | The Mentalist                           | Trina            | Episodio: «Blood for Blood»             |
| 2011      | Cinema Verite                           | Michelle Loud    | Película de televisión                  |
| 2011–2015 | Justified                               | Loretta McCready | Papel recurrente; 17 episodios          |
| 2011      | Curb Your Enthusiasm                    | Kyra O'Donnell   | Episodio: «The Divorce»                 |
| 2011–2021 | Last Man Standing                       | Eve Baxter       | Elenco principal; 142 episodios         |
| 2019      | Unbelievable                            | Marie Adler      | Protagonista - miniserie                |
| 2020      | Monsterland                             | Tori / Jennifer  | 3 episodios                             |
| 2021      | The Premise                             | Abbi Miller      | Episodio: «The Ballad of Jesse Wheeler» |
| 2021      | Dopesick                                | Betsy Mallum     | Elenco principal - miniserie            |
| 2025      | The Last of Us                          | Abby Anderson    | Elenco recurrente (segunda temporada)   |
| 2025      | Apple Cider Vinegar                     | Belle Gibson     | Elenco principal - miniserie            |

| Año  | Título                     | Rol          | Notas                   |
| ---- | -------------------------- | ------------ | ----------------------- |
| 2016 | Uncharted 4: A Thief's End | Cassie Drake | Aparición en el epílogo |

## Premios y nominaciones
| Globos de Oro | Globos de Oro                                           | Globos de Oro | Globos de Oro | Globos de Oro |
| Año           | Categoría                                               | Trabajo       | Resultado     |               |
| ------------- | ------------------------------------------------------- | ------------- | ------------- | ------------- |
| 2020          | Mejor actriz de miniserie o telefilme                   | Unbelievable  | Nominada      |               |
| 2018          | Mejor actriz de reparto de serie, miniserie o telefilme | Dopesick      | Nominada      |               |

| Premios BAFTA | Premios BAFTA      | Premios BAFTA | Premios BAFTA | Premios BAFTA |
| Año           | Categoría          | Trabajo       | Resultado     |               |
| ------------- | ------------------ | ------------- | ------------- | ------------- |
| 2021          | Estrella emergente | Ella misma    | Nominada      |               |

| Premios de la Crítica Cinematográfica | Premios de la Crítica Cinematográfica | Premios de la Crítica Cinematográfica | Premios de la Crítica Cinematográfica | Premios de la Crítica Cinematográfica |
| Año                                   | Categoría                             | Trabajo                               | Resultado                             |                                       |
| ------------------------------------- | ------------------------------------- | ------------------------------------- | ------------------------------------- | ------------------------------------- |
| 2020                                  | Mejor actriz en miniserie             | Unbelievable                          | Nominada                              |                                       |
| 2022                                  | Mejor actriz de reparto en miniserie  | Dopesick                              | Nominada                              |                                       |
| 2024                                  | Mejor actriz en película              | No One Will Save You                  | Nominada                              |                                       |

| Primetime Emmy Awards | Primetime Emmy Awards                           | Primetime Emmy Awards | Primetime Emmy Awards | Primetime Emmy Awards |
| Año                   | Categoría                                       | Trabajo               | Resultado             |                       |
| --------------------- | ----------------------------------------------- | --------------------- | --------------------- | --------------------- |
| 2022                  | Mejor actriz de reparto - miniserie o telefilme | Dopesick              | Nominada              |                       |